# Comuna Ileana, Călărași
Ileana (în trecut, Ileana-Suliman) este o comună în județul Călărași, Muntenia, România, formată din satele Arțari, Florica, Ileana (reședința), Podari, Răsurile, Răzoarele, Satu Nou, Ștefănești și Vlăiculești.

## Așezare
Comuna se află în nord-vestul județului, la limita cu județul Ialomița. Prin comună trece o vale afluentă a râului Ghiula, la rândul său un afluent al Mostiștei. Este străbătută de șoseaua națională DN3, care leagă Călărașiul de București.

## Demografie
Componența etnică a comunei Ileana
     Români (88,01%)
     Romi (1,48%)
     Alte etnii (0,06%)
     Necunoscută (10,44%)
Componența confesională a comunei Ileana
     Ortodocși (88,81%)
     Alte religii (0,25%)
     Necunoscută (10,94%)
Conform recensământului efectuat în 2021, populația comunei Ileana se ridică la 3.236 de locuitori, în scădere față de recensământul anterior din 2011, când fuseseră înregistrați 3.702 locuitori. Majoritatea locuitorilor sunt români (88,01%), cu o minoritate de romi (1,48%), iar pentru 10,44% nu se cunoaște apartenența etnică. Din punct de vedere confesional, majoritatea locuitorilor sunt ortodocși (88,81%), iar pentru 10,94% nu se cunoaște apartenența confesională.

## Politică și administrație
Comuna Ileana este administrată de un primar și un consiliu local compus din 11 consilieri. Primarul, Răzvan Alexandru[*], de la Partidul Social Democrat, este în funcție din 1 noiembrie 2024. Începând cu alegerile locale din 2024, consiliul local are următoarea componență pe partide politice:
|  | Partid                          | Consilieri | Componența Consiliului | Componența Consiliului | Componența Consiliului | Componența Consiliului | Componența Consiliului | Componența Consiliului | Componența Consiliului | Componența Consiliului | Componența Consiliului |
|  | ------------------------------- | ---------- | ---------------------- | ---------------------- | ---------------------- | ---------------------- | ---------------------- | ---------------------- | ---------------------- | ---------------------- | ---------------------- |
|  | Partidul Social Democrat        | 9          |                        |                        |                        |                        |                        |                        |                        |                        |                        |
|  | Alianța pentru Unirea Românilor | 1          |                        |                        |                        |                        |                        |                        |                        |                        |                        |
|  | Partidul Național Liberal       | 1          |                        |                        |                        |                        |                        |                        |                        |                        |                        |

## Istorie
La sfârșitul secolului al XIX-lea, comuna purta numele de Ileana-Suliman, făcea parte din plasa Mostiștea a județului Ilfov și era formată din satele Bordeiele, Ileana-Ghermani, Ileana-Papadopolu, Odăile-Podari și Sulimanu, având în total 1111 locuitori. În comună existau 3 biserici, în satele Ileana-Papadopolu și Odăile-Podari, o școală mixtă și două mori cu aburi. Principalii proprietari de pământuri erau I.C. Papadopolu, frații Gherman și moștenitorii lui C. Blaremberg. La acea vreme, pe teritoriul actual al comunei, mai funcționau în plasa Câmpul a județului vecin Ialomița, comunele Arțari și Ștefănești. Comuna Arțari, cu satele Arțari și Vlăiculești, avea o populație de 1436 de locuitori, cu două biserici și o școală primară mixtă. Locuitorii erau moșneni și doar 8 au avut nevoie să fie împroprietăriți în timpul reformelor agrare din acea perioadă. Comuna Ștefănești avea în satele Ștefănești și Odaia, 1478 de locuitori, o școală și două biserici.
Anuarul Socec din 1925 consemnează comuna cu numele de Ileana în plasa ilfoveană Sărulești, și cu trei sate: Bordeiele, Ghermani și Papadopol, având 875 de locuitori. Cele două comune ialomițene fuseseră transferate plășii Lehliu: comuna Arțari avea 1638 de locuitori și aceeași alcătuire, iar comuna Ștefănești avea doar satul de reședință și 1555 de locuitori. În 1931, reapare un nou sat în comuna Ștefănești, denumit Odaia Protopopului; tot atunci, structura comunei Ileana este consemnată ca fiind: satele Bordeiele, Florica, Ileana Ghermani, Odăile Podari, Papadopol și Răzoare.
În 1950, comuna Ileana a fost transferată raionului Brănești din regiunea București, iar comunele Arțari și Ștefănești — raionului Lehliu din regiunea Ialomița. După 1952, ele s-au regăsit în același raion Lehliu din regiunea București. În 1964, satul nou-apărut Ceair din comuna Ștefănești a devenit Răsurile, satul Odaia Protopopului din aceeași comună a fost rebotezat Satu Nou, iar satele Papadopol și Bordeiele au luat numele de Florenii, respectiv Florenii de Jos. Comuna Ileana a căpătat forma actuală în 1968, când comunele Arțari și Ștefănești au fost desființate și comasate cu comuna Ileana, comuna rezultată fiind arondată județului Ilfov, reînființat. În 1981, o reorganizare administrativă regională a dus la apariția județului Călărași, comuna rămânând în județul Ialomița; tot atunci, satele Florenii și Florenii de Jos au fost desființate și comasate cu satul Ileana. În anul următor, comuna a fost trecută la județul Călărași.

## Monumente istorice
Singurul obiectiv din comuna Ileana inclus în lista monumentelor istorice din județul Călărași ca monument de interes local este crucea de piatră din secolul al XIX-lea, aflată la 1,2 km sud de satul Arțari, lângă o stație de irigații, la 200 m de drumul către Ileana. Ea este clasificată ca monument funeral sau memorial.

## Personalități născute aici
- Constantin Mirea (1923 - 1982), dirijor, violonist;
- Alexandru Lazăr (1933 - 2019), actor, critic de film;
- Dan Marin (n. 1948), handbalist.